# 古賀伸明
古賀 伸明（こが のぶあき、1952年（昭和27年） - ）は、日本の労働運動家。元日本労働組合総連合会会長。
選択的夫婦別姓制度実現のための民法改正運動を行っているネットの呼びかけ人でもある。

## 経歴
福岡県八幡市（現北九州市）出身。福岡県立八幡中央高等学校卒業。1975年に宮崎大学工学部を卒業し松下電器産業へ入社。1979年に松下電器産業労働組合の役員となり、1982年から専従。
松下電器産業労働組合産業中部支部分会執行委員、中部支部執行委員を経て中部支部書記長。1986年7月に中央執行委員に就任した後、書記長、副中央執行委員長を経て、1996年7月中央執行委員長。2000年7月、全松下労働組合連合会（全松下労連）会長。2002年、電機連合中央執行委員長。
2005年、日本労働組合総連合会（連合）事務局長。2009年から2015年まで、6代目連合会長。2012年から2022年まで、公益財団法人連合総合生活開発研究所理事長。
2017年、年金積立金管理運用独立行政法人経営委員。
2024年（令和6年）11月の秋の叙勲において、旭日大綬章を受章した。

## 人物

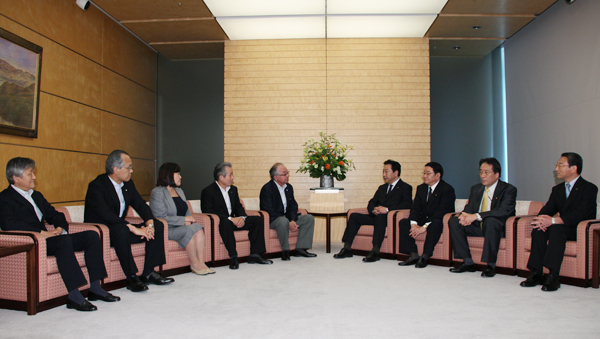
2011年9月7日、首相官邸で野田佳彦首相（当時）らと

- 座右の銘は「フェスティナレンテ（ゆっくりと、しかし、確実に）」。
- 一貫して民主党を支持しており、2009年には政権交代の原動力にもなった。
- 「賃上げすれば必ず消費は上向く」という思想のもと、労働者の賃上げを主張する[10]。
- 2013年3月7日の定例記者会見で、「安倍政権の要請に応える」という理由でボーナスを積み増している企業が増えている事について、この賃上げが「政権への親和性が強い企業の動きだ」と述べ[11]、連合側には喜ぶ気配がないと報道された[12]。
- 2013年8月23日、消費増税について「粛々とやるべきだ」と述べ、予定通り税率を2014年4月に8％、15年10月には10％にそれぞれ引き上げるべきだとの認識を示した[13]。